# Conclave de 1549–1550

Brasão papal de Sua Santidade o papa Júlio III

O Conclave de 1549–1550 foi a reunião de eleição papal realizada após a morte do Papa Paulo III. Durou de 29 de novembro de 1549 a 7 de fevereiro de 1550. Foi o segundo mais longo conclave papal do século XVI, e (na altura) o maior conclave papal na história em termos de número de cardeais eleitores. Os cardeais eleitores (que em um ponto totalizou cinqüenta e um) foram divididos entre as facções de Henrique II de França, Carlos V, Sacro Imperador Romano, e Alessandro Farnese, o cardeal-sobrinho de Paulo III.
Notável pela intromissão das potências européias, o conclave foi importante para determinar se e em que condições o Concílio de Trento se reuniria (apoiado por Carlos V e com a oposição de Henrique II) e do destino dos Ducados de Parma e Piacenza (reivindicados por Carlos V e a Família Farnese). Embora o conclave tendesse a eleger Reginald Pole no início, a chegada tardia dos cardeais franceses empurrou o conclave para um impasse, e eventualmente, Giovanni Maria Ciocchi del Monte foi eleito Papa Júlio III como um candidato de consenso.
Os franceses esperavam que Júlio III fosse hostil aos interesses do Sacro Império Romano-Germânico. No entanto, as tensões entre ele e a cúria francesa quando convocado o Concílio de Trento, em novembro de 1550, culminou com a ameaça de Cisma em agosto de 1551 e do início da Guerra de Parma, entre as tropas francesas aliadas a Ottavio Farnese e um exército papal-imperial, prelados franceses não compareceram às sessões de 1551 a 1552 do Concílio de Trento e foram lentos em aceitar as suas reformas, pois Henrique II não permitiria qualquer cardeal francês residir em Roma, muitos perderam a eleição do Papa Marcelo II, chegando em Roma apenas na hora de eleger o sucessor de Marcelo II, Papa Paulo IV, após seu breve pontificado. 

## Eleitorado

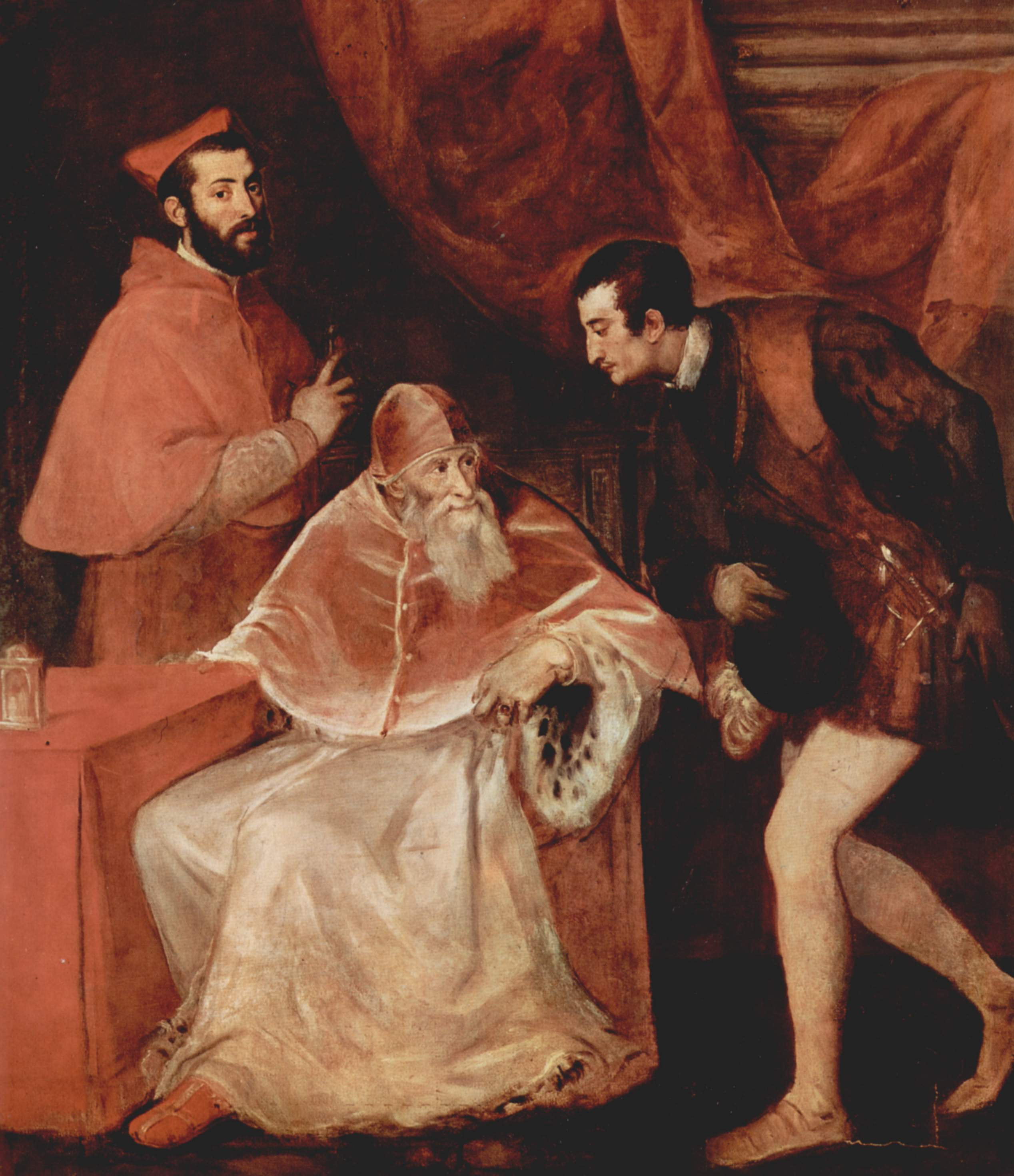
Papa Paulo III com seu cardeal-sobrinho Alessandro Farnese (esquerda) e seu outro neto, Ottavio Farnese, duque de Parma.

O Papa Paulo III tinha ampliado o Colégio dos Cardeais a um inédito número de cinqüenta e quatro, e a duração do conclave permitiu que muitos dos cardeais estrangeiros pudessem chegar, trazendo o número de cardeais eleitores a cinquenta e um, embora dois morreram e vários ficaram doentes durante o conclave, reduzindo o seu número de quarenta e quatro no escrutínio final (votação).
De acordo com a contagem do cardeal Carlos de Lorena-Guise em sua carta a Henrique II, uma vez que os doze cardeais franceses participantes chegaram a Roma, 23 cardeais estavam alinhados na facção francesa, 22 à facção imperial, e quatro neutros, assim Guise julgava impossível para qualquer facção reunisse os necessários dois terços simplesmente persuadindo os cardeais neutros. Além disso, os onze cardeais italianos que Guise contava entre a facção francesa só eram propensos a votar em um companheiro italiano, fazendo os três favoritos de Henrique II François-Louis de Bourbon de Vendôme, Jean de Lorraine e Georges II D'Amboise inviáveis. O não-francês cardeal-protetor da França, Ippolito II d'Este, então teria sido a escolha de Henrique II. Catarina de Médici preferia o seu primo Giovanni Salviati, que foi extremamente inaceitável para a facção Imperial e dos Farnese.
Em contrapartida, Carlos V favorecia Juan Álvarez y Alva de Toledo seguido de Reginald Pole, e considerava inaceitável todos os cardeais franceses, bem como Salviati, Niccolò Ridolfi, e os dois prelados responsáveis pela transferência do Concílio de Trento de Bolonha (Giovanni Maria Ciocchi del Monte e Marcello Cervini).

## Procedimentos
As regras do conclave, tal como previsto no Ubi periculum e codificado no direito canônico foram nominalmente observadas, mas também violou de forma flagrante, especialmente no que diz respeito ao regras que proíbem a comunicação com o mundo exterior. Algumas pessoas não são conhecidas por terem estado presentes no conclave, saindo pela porta pequena deixada em aberto  (per portulam ostio conclavis relictam). O cardeal português Miguel da Silva, irritado com a presença dos embaixadores de Carlos V e Henrique II, queixou-se ao Deão Cupis que o conclave foi "mais aberto do que fechado" (non conclusum sed patens conclave). Em 14 de janeiro, com a chegada de Luís de Bourbon, havia aproximadamente 400 pessoas no conclave, dos quais apenas 48 eram cardeais, incluindo os irmãos de alguns cardeais, os representantes dos governantes seculares, e aqueles cuja única finalidade era a de informar o mundo exterior sobre o processo.
Em 27 de novembro, os doze cardeais que tinham chegado a Roma até então, se juntaram aos 29 que já estavam lá, na morte de Paulo III, em sorteio da atribuição das celas durante o conclave, no entanto, aqueles que já estavam doentes foi dada a colocação de celas preferenciais, sem ter sorteio. O cardeais decidiram avançar com votos "fechados" (ut vota secreto darentur) em 3 de dezembro, após ter lido e empossado para aderir a bula de Papa Júlio II contra simonia na eleição, Contra simoniacos, e a bula do Papa Gregório X, que estabelece o conclave, Ubi periculum, em 1 de dezembro. Em 31 de janeiro, uma comissão de reforma composta pelos cardeais Carafa, Bourbon, Pacheco, Truchess, da Silva e Pole decidiu treze novas regras: a limitação a três cada cardeal conclavistas, impedindo cardeais de ampliação ou mudança atribuída das células, que proíbe reuniões privadas com mais de três cardeais, que proíbe comer junto ou compartilhar alimentos, e confinando os cardeais em suas celas entre as 22h30 e de madrugada, os médicos e os barbeiros foram limitadas a cada três italianos, e cada um da França, Alemanha e Espanha.

## Conclave

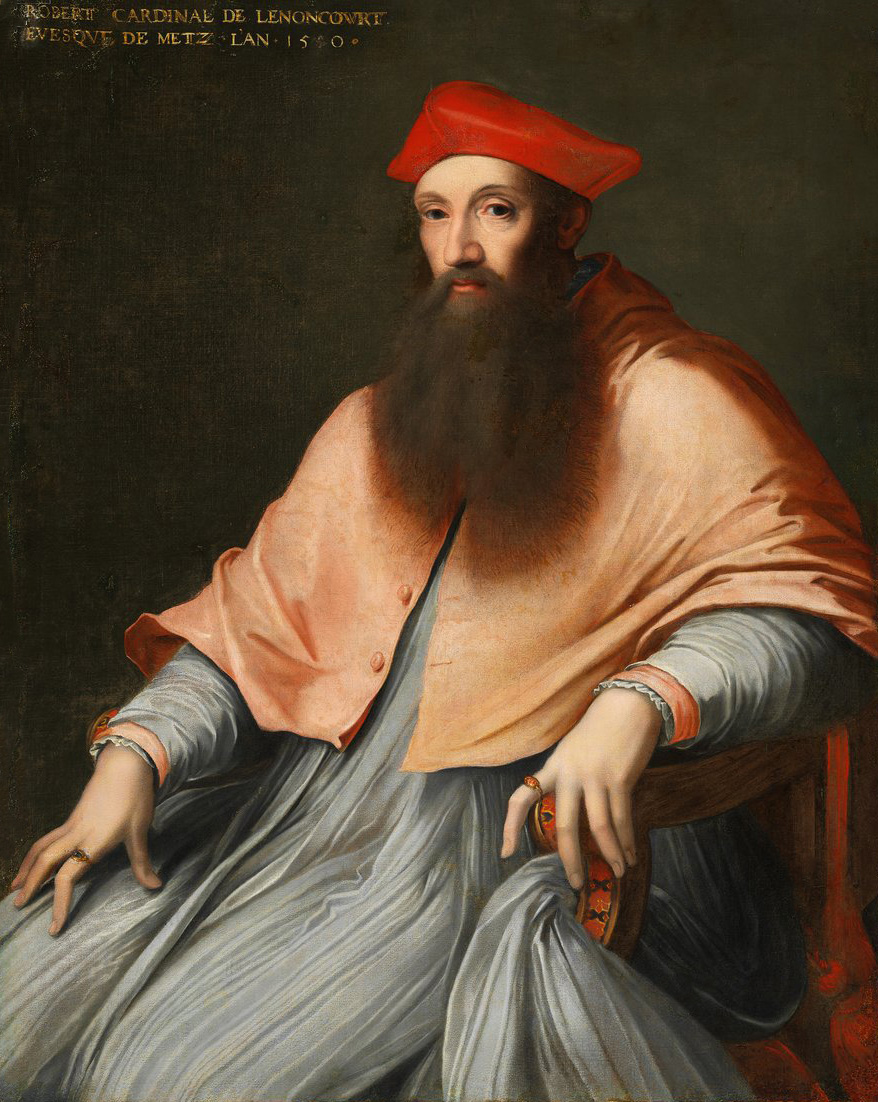
Reginald Pole, a segunda escolha de Carlos V e no início favorito do conclave

O primeiro escrutínio realizou-se em 3 de dezembro, quinto dia do conclave na Capela Paulina (não na Capela Sistina, que havia sido dividida em dezenove células para cardeais enfermos). Como demorou dez dias para a notícia da morte do Papa Paulo III chegar à corte francesa, no início do conclave quase todos os cardeais alinhados com o Sacro Império Romano-Germânico estavam em Roma, enquanto que apenas dois dos catorze cardeais franceses estavam na Itália (um era Antoine Sanguin de Meudon, que foi de férias para territórios dos Farnese.), pois uma cláusula da Concordata de Bolonha permitiu ao papa benefícios eclesiásticos aos franceses se um prelado francês morresse em Roma, Henrique II exortou os seus cardeais a permanecer na França, e contou com seus aliados não-franceses (em especial Ippolito II d'Este) para atuar como seu intermediário com o Cúria Romana. D'Este tinha feito o seu melhor para atrasar o início do conclave para permitir que os cardeais franceses chegasse, usando sua influência para agendar o rito funerário papal (que era, por lei, com nove dias de duração) para iniciar nove dias depois da morte de Paulo III.
No início do conclave, Alessandro Farnese, o cardeal-sobrinho de Paulo III, e sua facção de quatro ou cinco cardeais (incluindo o Ranuccio Farnese e Guido Ascanio Sforza), a quem Guise tinha contado entre a facção francesa, começou a apoiar a segunda escolha do Sacro Imperador Romano, Reginald Pole, aparentemente, tendo recebido garantias de Ottavio Farnese para o Ducado de Parma, apoiaria Carlos V. Em 5 de dezembro, Pole recebeu 26 votos, apenas dois a menos que a maioria de dois terços necessária, levando o embaixador francês Claude d'Urfé a correr para a porta do conclave, exigindo que esperassem para o conclave os cardeais franceses, que ele alegou estavam em Córsega, e ameaçando que a eleição de um papa com esta ausência seria suscetível de provocar um Cisma.

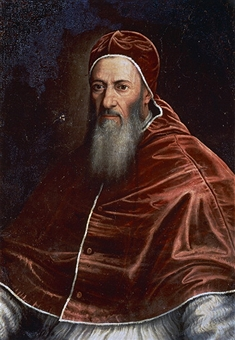
Giovanni Del Monte foi eleito Papa Júlio III.

De qualquer forma o aviso de Urfé teve efeito sobre o conclavistas, a partir de 7 de dezembro, quando os cardeais franceses desembarcaram ao sul de Gênova, ao final do conclave, Pole não tinha mais que 24 ou 23 votos. Em 11 de dezembro, quatro cardeais franceses, Guise, Carlos II de Bourbon-Vendôme, Odet de Coligny de Châtillon e Jean du Bellay, chegaram, trazendo a maioria absoluta necessária para trinta e um votos. Henrique II financiou Guise com um total de 150 mil écus, provavelmente por suborno, e mais cardeais franceses começaram a aparecer no conclave: Georges II D'Amboise e Philippe de la Chambre em 28 de dezembro; Jean de Lorraine em 31 de dezembro, e (o muito idoso) François-Louis de Bourbon de Vendôme em 14 de janeiro.
Até o final de janeiro, Pole caiu para 21 votos, mas a facção francesa permaneceu dividida entre Carafa, de Bourbon, Lorraine, e Salviati. A candidatura d'Este, embora desejada por muitos no Colégio Francês, ainda não tinha sido apresentada, talvez por já ter sido reprovado na esperança de que ele seria mais aceitável que o conclave se arrastou. No final de janeiro, em consonância com os esforços tradicionais para combater cardeais mais vagarosos, as comodidades e as rações no conclave foram diminuídas e as janelas estavam fechadas no andar superior para reduzir a iluminação natural e o ar fresco. Em seguida, Ridolfi -candidato francês mais aceitável para Farnese- morreu em meio a acusações de envenenamento em 31 de janeiro.
Uma carta de 6 de fevereiro de Henrique II, aconselhando Guise a apoiar um candidato neutro, não chegou ao conclave antes da sua conclusão. Embora Del Monte tivesse a oposição tanto da facção Imperial (pelo seu papel no movimento do Concílio de Trento) como da facção francesa (por sua supostas indiscrições pessoais e genealogia plebeia), ele atingiu o apoio dos franceses por sua hostilidade percebida no passado para com o Império, o apoio de Farnese de sua promessa de apoiar a reivindicação de Ottavio Farnese de Parma, e com o apoio de alguns imperialistas, não tendo sido expressamente excluído na última carta de Carlos V. Em 7 de fevereiro, no sexagésimo primeiro escrutínio do conclave, Del Monte foi "por unanimidade" eleito Papa Júlio III (quarenta e um cardeais haviam concordado a sua candidatura, embora o mais fervoroso dos imperialistas não tinha dúvidas do que era inevitável).

## Cardeais votantes
| Consistóro                   | 1549-50 |
| ---------------------------- | ------- |
| Setembro 1513                | 1       |
| Julho 1517                   | 5       |
| Maio 1518                    | 1       |
| Consistórios de Leão X       | 7       |
| Maio 1527                    | 2       |
| Janeiro 1529                 | 1       |
| Março 1530                   | 1       |
| Novembro 1533                | 3       |
| Consistórios de Clemente VII | 7       |
| Dezembro 1534                | 2       |
| Maio 1535                    | 1       |
| Dezembro 1536                | 6       |
| Dezembro 1538                | 3       |
| Dezembro 1539                | 4       |
| Junho 1542                   | 3       |
| Dezembro 1544                | 11      |
| Dezembro 1545                | 4       |
| Julho 1547                   | 2       |
| Janeiro 1548                 | 1       |
| Abril 1549                   | 3       |
| Consistórios de Paulo III    | 40      |
| Total                        | 54      |

| Criado por               | Cardeais | Por Cento |
| ------------------------ | -------- | --------- |
| Papa Leão X (LX)         | 07       | 12,96 %   |
| Papa Clemente VII (CVII) | 07       | 12,96 %   |
| Papa Paulo III (PIII)    | 040      | 74,07 %   |
| Total                    | 54       | 100 %     |

### Cardeais Bispos
| Nº | Nome                             | Consistório   | Papa |
| -- | -------------------------------- | ------------- | ---- |
| 1  | Giovanni Domenico de Cupis       | Julho 1517    | LX   |
| 2  | Giovanni Salviati                | Julho 1517    | LX   |
| 3  | Philippe de la Chambre, O.S.B.   | Novembro 1533 | CVII |
| 4  | Gian Pietro Carafa               | Dezembro 1536 | PIII |
| 5  | Giovanni Maria Ciocchi del Monte | Dezembro 1536 | PIII |
| 6  | Ennio Filonardi                  | Dezembro 1536 | PIII |

### Cardeais Presbíteros
| Nº | Nome                                | Consistório   | Papa |
| -- | ----------------------------------- | ------------- | ---- |
| 7  | Louis de Bourbon de Vendôme         | Julho 1517    | LX   |
| 8  | Francesco Pisani                    | Julho 1517    | LX   |
| 9  | François de Tournon, C.R.S.A.       | Março 1530    | CVII |
| 10 | Jean du Bellay                      | Maio 1535     | PIII |
| 11 | Rodolfo Pio di Carpi                | Dezembro 1536 | PIII |
| 12 | Juan Álvarez y Alva de Toledo, O.P. | Dezembro 1538 | PIII |
| 13 | Robert de Lenoncourt                | Dezembro 1538 | PIII |
| 14 | Antoine Sanguin de Meudon           | Dezembro 1539 | PIII |
| 15 | Marcello Cervini                    | Dezembro 1539 | PIII |
| 16 | Miguel da Silva                     | Dezembro 1539 | PIII |
| 17 | Giovanni Girolamo Morone            | Junho 1542    | PIII |
| 18 | Marcello Crescenzi                  | Junho 1542    | PIII |
| 19 | Cristoforo Madruzzo                 | Junho 1542    | PIII |
| 20 | Francisco Mendoza de Bobadilla      | Dezembro 1544 | PIII |
| 21 | Bartolomé de la Cueva y Toledo      | Dezembro 1544 | PIII |
| 22 | Georges d'Armagnac                  | Dezembro 1544 | PIII |
| 23 | Otto Truchsess von Waldburg         | Dezembro 1544 | PIII |
| 24 | Francesco Sfondrati                 | Dezembro 1544 | PIII |
| 25 | Federico Cesi                       | Dezembro 1544 | PIII |
| 26 | Durante de Duranti                  | Dezembro 1544 | PIII |
| 27 | Pedro Pacheco de Villena            | Dezembro 1545 | PIII |
| 28 | Georges II D'Amboise                | Dezembro 1545 | PIII |
| 29 | Charles de Lorraine-Guise           | Julho 1547    | PIII |
| 30 | Girolamo Verallo                    | Abril 1549    | PIII |
| 31 | Giovanni Angelo Medici              | Abril 1549    | PIII |
| 32 | Bernardino Maffei                   | Abril 1549    | PIII |

### Cardeais Diáconos
| Nº | Nome                                | Consistório   | Papa |
| -- | ----------------------------------- | ------------- | ---- |
| 33 | Inocêncio Cybo                      | Setembro 1513 | LX   |
| 34 | Niccolò Ridolfi                     | Julho 1517    | LX   |
| 35 | Jean de Lorraine                    | Maio 1518     | LX   |
| 36 | Niccolò Gaddi                       | Maio 1527     | CVII |
| 37 | Ercole Gonzaga                      | Maio 1527     | CVII |
| 38 | Girolamo Doria                      | Janeiro 1529  | CVII |
| 39 | Odet de Coligny de Châtillon        | Novembro 1533 | CVII |
| 40 | Alessandro Farnese                  | Dezembro 1534 | PIII |
| 41 | Guido Ascanio Sforza di Santa Fiora | Dezembro 1534 | PIII |
| 42 | Reginald Pole                       | Dezembro 1536 | PIII |
| 43 | Niccolò Caetani                     | Dezembro 1536 | PIII |
| 44 | Ippolito II d'Este                  | Dezembro 1538 | PIII |
| 45 | Giacomo Savelli                     | Dezembro 1539 | PIII |
| 46 | Andrea Cornaro                      | Dezembro 1544 | PIII |
| 47 | Girolamo Capodiferro                | Dezembro 1544 | PIII |
| 48 | Tiberio Crispo                      | Dezembro 1544 | PIII |
| 49 | Ranuccio Farnese, O.S.Io.Hieros.    | Dezembro 1545 | PIII |
| 50 | Giulio Feltre della Rovere          | Julho 1547    | PIII |
| 51 | Carlos I de Bourbon                 | Janeiro 1548  | PIII |

### Cardeais ausentes

#### Cardeais Presbíteros
| Nº | Nome                      | Consistório   | Papa |
| -- | ------------------------- | ------------- | ---- |
| 52 | Claude de Longwy de Givry | Novembro 1533 | CVII |
| 53 | Jacques d'Annebaut        | Dezembro 1544 | PIII |
| 54 | Henrique de Portugal      | Dezembro 1545 | PIII |